# Illapel Aucó Airport
Illapel Aucó Airport är en flygplats i Chile.   Den ligger i provinsen Provincia de Choapa och regionen Región de Coquimbo, i den centrala delen av landet, 210 km norr om huvudstaden Santiago de Chile. Illapel Aucó Airport ligger 430 meter över havet.
Terrängen runt Illapel Aucó Airport är huvudsakligen kuperad. Illapel Aucó Airport ligger nere i en dal. Närmaste större samhälle är Illapel, 8,4 km sydväst om Illapel Aucó Airport.
Omgivningarna runt Illapel Aucó Airport är i huvudsak ett öppet busklandskap. Runt Illapel Aucó Airport är det glesbefolkat, med 9 invånare per kvadratkilometer.